# São João Batista (Maranhão)
São João Batista è un comune del Brasile nello Stato del Maranhão, parte della mesoregione del Norte Maranhense e della microregione della Baixada Maranhense.